# ناحیه کیو، شهرستان فرانکلین، ایلینوی
ناحیه کیو (به انگلیسی: Cave Township) یک منطقهٔ مسکونی در ایالات متحده آمریکا است که در شهرستان فرانکلین، ایلینوی واقع شده‌است. ناحیه کیو ۱۴۵ متر بالاتر از سطح دریا واقع شده‌است.